# إيفو ويلش
إيفو ويلش (بالألمانية: Ivo Welch)‏ هو اقتصادي وأستاذ جامعي ألماني وأمريكي، ولد في 4 أكتوبر 1963 في شفاينفورت في ألمانيا.